# Querschnittstechnologie
Querschnittstechnologien (englisch general purpose technology) sind Technologien, deren Anwendung nicht auf einen Wirtschaftszweig begrenzt ist, sondern in vielen Wirtschaftszweigen genutzt werden kann.

## Allgemeines
Querschnittstechnologien sind heute Auslöser für gesamtwirtschaftlichen Strukturwandel und langwelliger Konjunkturzyklen des Wirtschaftswachstums. Es handelt sich um radikale Produktinnovationen, die in beinahe allen Wirtschaftssektoren und über alle Wertschöpfungsketten hinweg fortwährende inkrementelle Erweiterungen, Implementierungen sowie organisatorische Neuordnungen nach sich ziehen.
Eine Querschnittstechnologie ist eine Technologie, mit der Produktivitätseffekte in vielen Branchen und bei vielen Anwendungen erzielt werden können. Dieser Durchdringungsprozess kann – ausgehend von Pilotanwendungen – jedoch längere Zeit dauern, da die Nutzer das Potenzial von Querschnittstechnologien oft erst spät erkennen. Bis dahin durchlaufen sie oft verschiedene Entwicklungsstufen und Reifegrade.

## Beispiele
Typisches Beispiel ist die Informationstechnologie, die in der chemischen Industrie, Elektrotechnik oder Maschinenbau und weiteren Branchen Verwendung findet. Auch das Internet greift als Querschnittstechnologie in nahezu alle Bereiche des täglichen Lebens ein. Die Biotechnologie erfasst die Fachbereiche Biochemie, Mikrobiologie und Verfahrenstechnik, zum weiteren Umfeld gehören auch die Ingenieurwissenschaften.
Weitere Querschnittstechnologien sind unter anderem elektronisches Geld, die Robotik, Sensorik, Signalverarbeitungssoftware, ferner Nanotechnologie und Werkstofftechnologie, Techniken zur Erhöhung der Energieeffizienz oder miniaturisierte Antriebssysteme.

## Vertikale und horizontale Externalitäten
Im Allgemeinen wird unterstellt, dass die Entwicklung von Querschnittstechnologien und das damit verbundene Wissens-Spillover positive Externalitäten erzeugt. Doch neues technologisches Wissen kann die Innovationsrenten der bereits am Markt tätigen Innovationsakteure zerstören (negative horizontale Externalitäten). Auch können nicht hinreichend anwendungsorientierte öffentliche Forschungseinrichtungen die Integration der Querschnittstechnologien in den nachgelagerten Anwenderbranchen und deren Lernkurven negativ beeinflussen; so entstehen negative vertikale Externalitäten. Das gilt auch für die Förderung der Entwicklung von Querschnittstechnologien, die in der Anwendung nicht vorhergesehene Probleme ergeben. Daraus kann man die Schlussfolgerung ziehen, dass weniger die Entwicklung, sondern eher die Anwendung von Querschnittstechnologien durch den Mittelstand zu fördern ist.

## Förderung von Querschnittstechnologien
Die deutsche Technologieförderung setzt verstärkt auf Entwicklung und Verbreitung solcher Querschnittstechnologien. Damit greift sie zwar nicht direkt in den Branchenwettbewerb ein. Das Programm schließt die Förderung des Ersatzes von elektrischen Motoren und Antrieben, Pumpen, Ventilatoren, Anlagen zur Wärmerückgewinnung, Drucklufterzeugern durch effizientere Technik sowie von LED-Beleuchtungssystemen ein, woraus sich offenbar branchenübergreifende Energiespareffekte, aber auch spezielle Fördereffekte u. a. für die schrumpfende Bergbauzulieferindustrie ergeben.

## Abgrenzung
Während die Querschnittstechnologie branchenübergreifende Auswirkungen zur Folge hat, wirkt die Basistechnologie in lediglich einem Wirtschaftszweig.